# Oligoplites
Oligoplites es un género de peces de la familia Carangidae, del orden Perciformes. Este género marino fue descrito científicamente en 1863 por Theodore Gill.

## Especies
Especies reconocidas del género:
- Oligoplites altus (Günther, 1868)
- Oligoplites palometa (G. Cuvier, 1832)
- Oligoplites refulgens C. H. Gilbert & Starks, 1904
- Oligoplites saliens (Bloch, 1793)
- Oligoplites saurus (Bloch & J. G. Schneider, 1801)